# Гагарино (Задонский район)
Гага́рино — село в Задонском районе Липецкой области, в составе Скорняковского сельского поселения.

## География
Село Гагарино расположено на севере Задонского района, в левобережье Дона.

## История
В 1924 году на северной окраине села Гагарино была открыта стоянка эпохи верхнего палеолита возрастом ок. 22 тыс. лет, относящаяся, как и стоянки Пушкари I, Костёнки I, Борщёво I, Бердыж, к граветтской культуре).  Найдены девять реалистических женских фигурок из бивня мамонта и одна уникальная двойная фигурка.

## Население
| 1859 | 2010 |
| ---- | ---- |
| 419  | ↘48  |